# 明日になれば他人
『明日になれば他人』（あしたになればたにん、Two Weeks in Another Town）は、1962年のアメリカ合衆国の映画。
ヴィンセント・ミネリ監督の作品で、出演はカーク・ダグラスなど。

## キャスト
※括弧内は日本語吹替（初回放送1973年7月16日『月曜ロードショー』）
- ジャック・アンドロス：カーク・ダグラス（宮部昭夫）
- モーリス・クルーガー：エドワード・G・ロビンソン（加藤武）
- カルロッタ：シド・チャリシー（水城蘭子）
- クララ・クルーガー：クレア・トレヴァー
- ベロニカ：ダリア・ラヴィ
- デビー・ドリュー：ジョージ・ハミルトン
- バルゼッリ：ロザンナ・スキャフィーノ
- トム・バード：ジェームズ・グレゴリー
- 映画プロデューサー：ミーノ・ドーロ

## スタッフ
- 監督：ヴィンセント・ミネリ
- 製作：ジョン・ハウスマン
- 原作：アーウィン・ショー
- 脚本：チャールズ・シュニー
- 撮影：ミルトン・クラスナー
- 音楽：デイヴィッド・ラクシン

## 制作
本作は『悪人と美女』とほぼ同じスタッフによって制作された。
当初は大人向けの作品を志向していたが、制作スタジオの責任者が途中で交代。プロジェクトを「家族向け映画」に変えたいと考えたため、監督のヴィンセント・ミネリに無許可で再編集を行い公開時間を15分短縮、シド・チャリシーによる乱交シーンや内心を語るモノローグが全てカットされた。カーク・ダグラスは後に自伝でミネリがこの件に憤慨したと著している。